# 제51회 인도 국제 영화제
제51회 인도 국제 영화제는 2021년 1월 16일에 열린 시상식이다.

## 수상 및 후보

### 작품상
- 인투 더 다크니스 - 앤더스 레픈 수상

### 감독상
- 더 사일런트 포레스트 - 커첸넨 수상

### 여우주연상
- 난 울지 않아 - 조피아 스테피지 수상

### 남우주연상
- 더 사일런트 포레스트 - 리우 쥬 촨 수상

### 올해의 인물상
- Biswajit Chatterjee 수상

### 데뷔 영화상
- 발렌티나 - 카시오 페레이라 도스 산토스 수상

### 심사위원특별상
- 페브러리 - 카멘 칼레프 수상

### 특별언급
- 브릿지 - 크리팔 칼리타 수상

### ICFT 유네스코상
- 200미터 - 아민 나이페 수상

### 공로상
- 비토리오 스토라로 수상

### 국제 경쟁
- 더 도메인 - 티아구 게데스
- 인투 더 다크니스 - 앤더스 레픈
- 페브러리 - 카멘 칼레프
- 마이 베스트 파트 - 니콜라스 모리
- 난 울지 않아 - 피오트르 도마루스키
- 베로니카 - 레오나르도 메델
- 젊은이의 양지 - 신수원
- 붉은 달의 조류 - 로이스 파티노
- 드림 어바웃 소흐랍 - 알리 가비탄
- 더 독스 디든트 슬립 라스트 나이트 - 라민 라솔리
- 더 사일런트 포레스트 - 커첸넨
- 브릿지 - 크리팔 칼리타
- 어 도그 엔드 히즈 맨 - 시다스 트리파티
- Thaen - Ganesh Vinayakan

### 미드-페스트
- 메루니사 - 샌디프 쿠마

### 페스티벌 칼레이도스코프
- 여전히 밤은 깊지만 - 구스타보 가우벙
- 잠수함이 갖고 싶은 소년 - 알렉스 피페르노
- 포가튼 위 윌 비 - 페르난도 트루에바
- 하이파 거리 - 무핸드 해를
- 러브 어페어 : 우리가 말하는 것, 우리가 하는 것 - 엠마누엘 무레
- 애플 - 크리스토스 니코우
- 파르테논 - 만타스 크베다라비치우스
- 마이 리틀 시스터 - 스테파니 추앗
- 시네마의 죽음 그리고 나의 아버지도 - 대니 로젠버그
- 더 빅 히트 - 엠마누엘 쿠르콜
- 밸리 오브 더 갓 - 레흐 마예브스키
- 왕들의 그날 밤 - 필립 라코테

### 인디안 파노라마
- Safe - Pradeep Kalipurayath
- 트랜스 - 앤워 래쉬드
- Kettyolaanu Ente Malakha - Nissam Basheer
- Thahira - Siddk Paravoor
- Thaen - Ganesh Vinayakan
- Gatham - Kiran Kondamadugula
- 아수란 - 베트리 마란
- Kappela - Muhammed Musthafa
- Oru Paathiraa Swapnam Pole - Sharan Venugopal
- June - Vaibhav Khisti 외 1명
- Prawaas - Shashank Udapurkar
- 애쉬스 온 어 로드 트립 - 망게쉬 조쉬
- Khisa - Raj Pritam More
- Pandhara Chivda - Himanshu Singh
- 스틸 어라이브 - 온카르 디와드카르

### 월드 파노라마
- 온리 휴먼 - 이고르 이바노브
- 변호사 마이루스 - 로마스 자바로스카스
- 콰이어트 플로우스 더 리버 럽사 - 탄비르 포캄멜
- 부이텐 이즈 헷 피스트 - 옐레 네스나
- 3 퍼프 - 사만 살루르
- 디 아틀란틱 시티 스토리 - 헨리 부타쉬
- 제스처 - 푸야 파르사마그함
- 스위티, 유 원트 빌리브 잇 - 예르나르 누르갈리에프
- 러닝 어게인스트 더 윈드 - 얀 필립 웨일
- 열여섯 봄 - 수잔 랭동
- 오디션(영어판) - 이나 베이세
- 모랄 오더 - 마리오 바로소
- 언아이덴티파이드 - 보그단 죠지 아페트리
- 더 퍼스트 데스 오브 조아나 - 크리스티안 올리베이라
- 더 트러블 위드 네이쳐 - 일룸 자코비
- 더 캐슬 - 리나 루지테
- 모성 - 모라 델페로
- 어 피쉬 스위밍 업사이드 다운 - 엘리자 펫코바
- 파우나 - 니콜라스 페레다
- 아저씨 x 아저씨 - 레이 영
- 롱 타임 노 씨 - 피에르 필몬
- 요나스의 빛나는 여름 - 마티나 자코바
- 황혼 속에서 - 샤루나스 바르타스
- 어 커먼 크라임 - 프란시스코 말퀘즈
- 롤라 - 로랑 미켈리
- 더 보이슬러스 - 파스칼 라바테
- 쌀국수의 맛 - 마리코 보브리크
- 스타더스트 - 가브리엘 레인지
- 퍼니 페이스 - 팀 서튼
- 네이키드 애니멀스 - 멜라니 바엘데
- 스쿨걸스(영어판) - 필라 팔로메로
- 칼라 아자르 - 야니스 라파일리도우
- История Одноn Картины - Ruslan Magomadov
- 파라다이스 - 임마뉴엘 에세
- 보더라인 - 안나 알피에리
- 어 심플 맨 - 타소스 게락키니스
- 180° 룰 - 파누쉬 사마디
- 히어 위 아 - 니르 버그만
- The Border - Davide David Carrera
- 엔드 오브 시즌 - 엘마 이마노브
- 디스 이즈 마이 디자이어 - 츄코 에시리 외 1명
- 카르나월 - 후안 파블로 펠릭스
- 부모는 괴로워 - 에릭 베르그카라우트 외 1명
- 보이스 - 오그넨 스빌리치츠
- 스파이럴 - 커티스 데이비드 하더
- 이삭 - 앙헬레스 헤르난데즈 외 1명
- 페어웰 아모르 - 에콰 음상기
- 더 맨 후 솔드 히스 스킨 - 카우타르 벤 하니야
- 로랜드 레버스 카바레 오브 데스 - 로랜드 레버
- 태양의 아이들 - 프라사나 비타나게

### 하미지
- 42 - 브라이언 헬겔랜드
- 커터스 웨이 - 이반 패저
- 랜드 오브 더 갓 - 고란 파스칼레비치
- 이티 - 스티븐 스필버그
- 엄청나게 시끄럽고 믿을 수 없게 가까운 - 스티븐 달드리
- 미드나잇 익스프레스 - 알란 파커
- 영광의 길 - 스탠리 큐브릭
- 헤이트풀8 - 쿠엔틴 타란티노
- 사랑아 나는 통곡한다 - 윌리엄 와일러

### 컨트리 포커스
- 더 드러머 - 탄비르 포캄멜
- 우비 - 자히두르 라힘 안잔
- 언더 콘스트럭션 - 루바이얏 호사인
- 다카, 내 사랑 - 누하쉬 후마윤 외 10명

### 하미지:인도영화
- 타라 - 비자야 제나
- 간디 - 리차드 아텐보로
- 칠리카 티레이 - 비플랩 로이 초우드허리
- 판 싱 토마르 - 티그만슈 듀리아
- 브라마차리 - 바피 소니
- 더 플라워링 오브 스프링 - 라자 나와테
- Bhija Matira Swarga - Manmohan Mahapatra
- 돔비발리 패스트 - 니쉬칸트 카마트
- 미션 카쉬미르 - 비두 비노드 쇼프라
- 바비 - 라즈 카푸르
- 데브다스 - 산제이 릴라 반살리
- 시가람 - 아난투
- 서든리, 원 데이 - 므리날 센
- 차룰라타 - 사티야지트 레이
- 가정과 세상 - 사티야지트 레이
- 더 골든 포트리스 - 사티야지트 레이
- 러브 인 히말라야 - 아비쉑 카푸르
- 다방 - 아비나브 카쉬얍
- 서치 어 스몰 띵 - 바슈 샤터지

### 센테네리 셀레브레이션 오브 사티야지트 레이
- 차룰라타 - 사티야지트 레이
- 가정과 세상 - 사티야지트 레이
- 아푸 제1부 - 길의 노래 - 사티야지트 레이
- 더 체스 플레이어 - 사티야지트 레이
- 더 골든 포트리스 - 사티야지트 레이